# Decyfer Down
Decyfer Down ist eine US-Christrockband.

## Geschichte
Die Band wurde im Jahre 1999 in Morehead City, North Carolina / USA von Brandon Mills und Josh Oliver gegründet. Später trat Josh Olivers Bruder Caleb als Drummer in die Band ein.
Bis zum Jahr 2002 war ihr Name "Allysonhymn" (All eyes on him). Nachdem Chris Clonts eingetreten war, änderten sie den Bandnamen in "Decyfer Down" um. Die Mitglieder sind
- Caleb Oliver (Gesang, Bass),
- Chris Clonts (Gitarre),
- Brandon Mills (Gitarre) und
- Josh Oliver (Schlagzeug).[1]

Momentan (2010) stehen sie bei dem Label SRE Recordings unter Vertrag.

## Diskografie
Studioalben
- 2006: End of grey
- 2009: Crash (US: #66)
- 2013: Scarecrow
- 2016: The Other Side of Darkness